# Нерен (Баден-Вюртемберг)
Нерен (нім. Nehren) — громада в Німеччині, знаходиться в землі Баден-Вюртемберг. Підпорядковується адміністративному округу Тюбінген. Входить до складу району Тюбінген.
Площа — 8,58 км2. Населення становить 4384 ос. (станом на 31 грудня 2020).